# Das Paradies

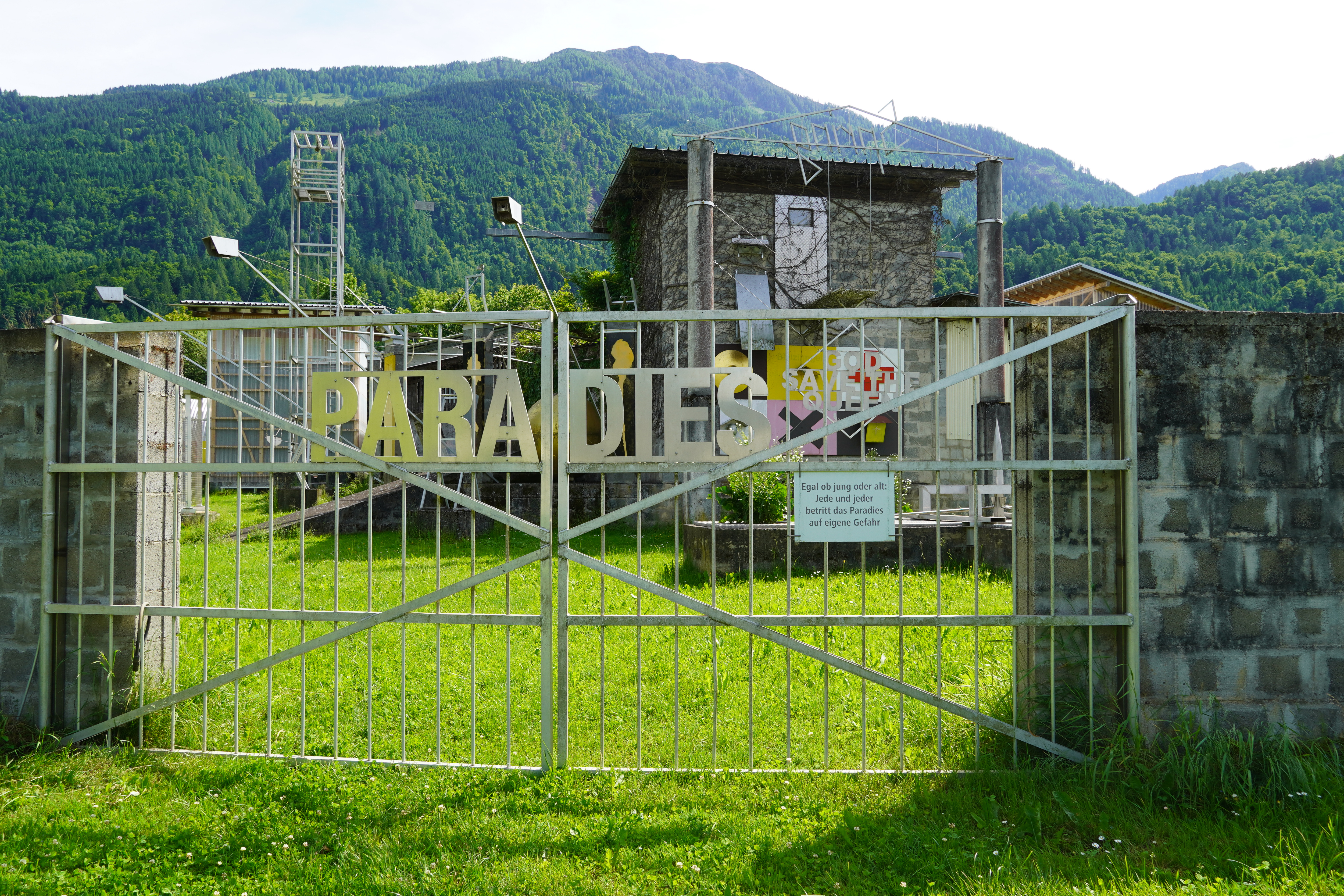

Das Paradies ist eine Architekturanlage mit Kunstobjekten in Vorderberg in der Gemeinde Sankt Stefan im Gailtal in Kärnten.
Im Jahre 1980 wurde die Anlage Das Paradies vom ebendort gebürtigen Künstler Cornelius Kolig begonnen und ist ein prozesshaftes, noch nicht abgeschlossenes Gesamtkunstwerk, welches von einer Mauer umgeben wird. Durch ein Hochwasser im Jahre 2003 wurden Teile der Anlage und Kunstobjekte zerstört und ist seitdem dauerhaft geschlossen. 